# EMD GP40形ディーゼル機関車
EMD GP40は、1965年11月から1971年12月の間にアメリカのGM-EMDが製造した電気式ディーゼル機関車である。搭載するディーゼルエンジンはEMD 645E3型で、最大出力は2,200kW(3,000馬力)である。

## 概要
本形式は1,221両が製造され、うち1,187両はアメリカに、16両はカナダの鉄道会社で、18両はメキシコの鉄道会社で導入された。そのほかに、バリエーションとして旅客用機関車のGP40PとGP40TCが製造された。
1972年以降の増備車は、モジュラー式制御システムを導入したGP40-2へ移行している。